# Épouser un capitaine
Pour plus de détails, voir Fiche technique et Distribution.
Épouser un capitaine (Выйти замуж за капитана, Vyïti zamouj za kapitana) est un film soviétique réalisé par Vitali Melnikov, sorti en 1985,.

## Fiche technique
- Titre français : Épouser un capitaine[3]
- Titre original : Выйти замуж за капитана, Vyïti zamouj za kapitana
- Photographie : Boris Liznev
- Musique : Isaak Schwartz
- Décors : Bella Manevitch-Kaplan